# Ente gestione attività minerarie
L'Ente gestione attività minerarie (EGAM) era un ente pubblico nato nel 1958 con lo scopo di gestire tutte le produzioni minerarie italiane. Venne soppresso nel 1978.

## Storia
L'ente in realtà rimase inoperante fino al 1971, quando, presieduto da Mario Einaudi, assunse il controllo di numerose aziende minerarie, soprattutto quelle già in orbita Montedison, che erano diventate di importanza marginale per il gruppo chimico. Tra queste si possono ricordare le miniere di zinco e piombo di Monteponi e Montevecchio in Sardegna e quelle di mercurio del Monte Amiata. L'EGAM tuttavia non si limitò ad operare nel settore minerario: acquisì il controllo dell'acciaieria Cogne di Aosta e del comparto siderurgico della Breda, arrivando nel 1974 a controllare 47 aziende con un totale di 32 000 dipendenti.
La maggior parte delle attività EGAM erano però in perdita. L'EGAM fu liquidato nel 1978 e le sue attività furono suddivise tra IRI (acciai speciali) ed Eni, attraverso la SAMIM (attività minerarie).

## Partecipazioni
- Metalsud S.p.A.
- Vetrocoke Cokapuania S.p.A.
- Cogne (azienda)
- Breda Siderurgica S.p.A.
- Sisma S.p.A.
- Industrie Minerarie Meridionali S.p.A.
- Società Metallurgica Siciliana S.p.A.
- Carbosulcis
- Cogne Macchine Tessili S.p.A.
- Società Lavorazione Minerali e Derivati S.p.A.
- Società Mercurifera Monte Amiata S.p.A.
- Acciaierie del Tirreno S.p.A
- Indusnova S.p.A.
- Nuova Utensileria Italiana S.p.A.
- Pantox S.p.A.
- Promedo Italia S.p.A.
- Rivoira S.p.A.
- Società Italiana Acciai Speciali S.p.A.
- Società Azionaria Derivati Acciai S.p.A.
- Società Bulloneria Europea S.p.A.
- Società Meridionale Acciai Speciali S.p.A.
- Tecnocogne S.p.A.
- Centro Ricerche Metallurgiche S.p.A.
- Cintia S.p.A.
- Ammi S.p.A.
- Cokitalia S.A.
- Comenin Italiana S.p.A.
- Compagnia Sarda Alluminio S.p.A.
- Cuprifera Sarda S.p.A.
- Fabbrica Italiana Abrasivi Sintetici ed Affini S.p.A.
- G. Foschi & C. S.p.A.
- Industria Marmi e Graniti S.p.A.
- Mineraria Alpi Orientali S.p.A.
- Nuova Arredotecnica S.p.A.
- Nuova Fornicoke S.p.A.
- Società per la Ricerca Mineraria e la Valorizzazione del Sottosuolo S.p.A.
- Società Mineraria dell'Argentario S.p.A.
- Società Ricerca Gestione Ristrutturazione Miniere Sarde S.p.A.
- Commerciale Simates S.p.A.
- Macchine Tessili Circolari S.p.A.
- Nuova San Giorgio S.p.A.
- Officine Savio S.p.A.
- Tematex S.p.A.
- Azienda Italiana di Investimenti Immobiliari Rustici e Urbani S.p.A.
- Mineraria Senna S.p.A.
- Samaveda S.p.A.
- Società Italiana per il Commercio Estero p.A.
- Officine Moncenisio

Con decreto legge 103/77 queste aziende sono state trasferite a IRI ed Eni.